# Studio 60 on the Sunset Strip
Studio 60 on the Sunset Strip är en amerikansk tv-serie skapad av Aaron Sorkin. Serien handlar om vad som händer bakom scenen på inspelningen av ett fiktivt underhållningsprogram i samma stil som Saturday Night Live. Första avsnittet sändes i USA den 5 augusti 2006 och redan sin första säsong nominerades serien till en Golden Globe. 
Första säsongen började sändas i Sveriges Television SVT1 den 22 augusti 2007.
På grund av sviktande tittarsiffror och blandat mottagande hos tittarna valde NBC, som producerade och sände tv-serien i USA, att lägga ned den efter första säsongen. Skådespelaren D.L. Hughley, som spelade rollen som Simon Stiles i Studio 60, anser att serien föll under trycket av förväntningarna som byggdes upp inför premiären.
Några av de centrala rollerna i serien spelas av Matthew Perry, Bradley Whitford, Amanda Peet och Steven Weber.